# Phyllodactylus nocticolus
Phyllodactylus nocticolus är en ödleart som beskrevs av  Dixon 1964. Phyllodactylus nocticolus ingår i släktet Phyllodactylus och familjen geckoödlor. Inga underarter finns listade i Catalogue of Life.